# Marcel Durliat
Marcel Durliat, né le 2 octobre 1917 dans le Territoire de Belfort, mort le 26 décembre 2006 à Toulouse, est un historien de l'art, professeur à l'université de Toulouse-Le Mirail, correspondant de l'Académie des inscriptions et belles-lettres, auteur d'ouvrages sur l'art roman.

## Biographie
Ancien élève du Lycée Gerôme à Vesoul, Marcel Durliat fait ensuite des études à l'École normale de Vesoul, puis à l'École normale supérieure de Saint-Cloud. Après une agrégation d'histoire et un doctorat d'histoire de l'art, il est nommé professeur, en 1945, au lycée François-Arago de Perpignan. Il s'intéresse alors à la sculpture romane en Roussillon et commence à publier sur ce sujet à partir de 1948. 
Peu à peu, il devient le spécialiste incontesté de l'art médiéval du sud de la France et de l'Espagne. En 1958, il est professeur à la Faculté des lettres, puis à l'Université de Toulouse-Le Mirail. Il y exerce jusqu'en 1979. Doté d'une grande éloquence et d'une passion communicative, ses cours sont suivis par des auditoires conquis, non seulement dans les amphithéâtres mais aussi dans des voyages d'études.

## Publications
- Art catalan, Paris, Arthaud, 1963
- L’Art dans le royaume de Majorque, Toulouse, éditions Privat, 1962
- L’Art roman en Espagne, Paris, Braun, 1962
- L’Art roman en France (sous la direction de Marcel Aubert), Paris, Flammarion, 1961
- Arts anciens du Roussillon : Peinture, Perpignan, 1954, Prix Hercule-Catenacci de l'Académie française
- Christs romans, Perpignan, Éd. de la Tramontane, 1956
- L’Église Saint-Jacques, Perpignan, Perpignan, 1974
- Espagne du Levant : Catalogne, Baléares, Valence (en collaboration avec Pierre Deffontaines), Paris, Arthaud, 1957
- Histoire de Toulouse (sous la direction de Philippe Wolff), Toulouse, éditions Privat, 1974
- Histoire du Roussillon, Paris, Presses universitaires de France, 1962
- Languedoc méditerranéen et Roussillon, Grenoble, Arthaud, 1968
- Le Prieuré de Serrabone, Paris, Société française d’archéologie, 1956
- Les Pyrénées : de la montagne à l’homme (sous la direction de François Taillefer), Toulouse, éditions Privat, 1974
- Pyrénées romanes (en collaboration avec Victor Allègre), Éditions Zodiaque, 1969
- Roussillon roman, Éditions Zodiaque, 1958
- La Sculpture romane en Cerdagne, Perpignan, Éd. de la Tramontane, 1957
- La Sculpture romane en Roussillon, 4 vol., Perpignan, Éd. de la Tramontane, 1948-1957
- Cathédrale Saint-Jean-Baptiste, Perpignan
- La sculpture romane en Cerdagne
- L'architecture espagnole, Toulouse, éditions Privat
- Larressingle, Toulouse, éditions Privat
- Souvenirs de mon enfance et de mon adolescence, Madeleine Durliat
- Marcel Durliat, L'art roman, Paris, Citadelles & Mazenod, 2009, 617 p. (ISBN 978-2-85088-280-7)
- Marcel Durliat, Des barbares à l'an mil, Paris, Editions Citadelles, 1985 (ISBN 978-2-85088-020-9)
- Marcel Durliat, La sculpture romane de la route de Saint-Jacques : de Conques à Compostelle, Mont-de-Marsan, Comité d'études sur l'histoire et l'art de la Gascogne, 1990, 508 p. (ISBN 978-2-9501584-1-3)